# ジェドエフプタハ
ジェドエフプタハ(Djedefptah)とは、エジプト第4王朝の8代目(最後)のファラオである。この王についての記録は無く、ファラオに即位していない可能性もある。マネトの記録には「タンプティス」とある。

## ジェドエフプタハについての研究
1887年、エドゥアルト・マイヤーはタンプティスを単なる占領者と見なした。Peter Janosiは、タンプティスの存在を裏付ける考古学的資料が発見されていないため、タンプティスは架空の人物であり、現代の王名表からは削除されるべきであると論じた。

## 考古学的資料
トリノ王名表の4列16行には、空白があり、15行はシェプスセスカフ、17行がウセルカフと考えられるため、元々この空白にはジェドエフプタハが示されていたのではないかと考えられている。